# Небья
Небья́ (фр. Nébias) — коммуна во Франции, находится в регионе Лангедок — Руссильон. Департамент коммуны — Од. Входит в состав кантона Кийан. Округ коммуны — Лиму.
Код INSEE коммуны — 11263.

## Население
Население коммуны на 2008 год составляло 264 человека.
| 1962 | 1968 | 1975 | 1982 | 1990 | 1999 | 2008 |
| ---- | ---- | ---- | ---- | ---- | ---- | ---- |
| 223  | 237  | 285  | 284  | 247  | 244  | 264  |

## Экономика
В 2007 году среди 148 человек в трудоспособном возрасте (15—64 лет) 87 были экономически активными, 61 — неактивными (показатель активности — 58,8 %, в 1999 году было 60,0 %). Из 87 активных работали 61 человек (36 мужчин и 25 женщин), безработных было 26 (12 мужчин и 14 женщин). Среди 61 неактивного 14 человек были учениками или студентами, 28 — пенсионерами, 19 были неактивными по другим причинам.

## Достопримечательности
- Церковь XIII века (реконструирована в XIX веке)
- Часовня Сен-Клер (XVI век)
- Ветряная мельница